# Soczystość (żywność)
Soczystość – fizjologicznie uwarunkowane wrażenie wilgotności odczuwane w trakcie spożywania produktu żywnościowego.